# UC Santa Barbara Gauchos

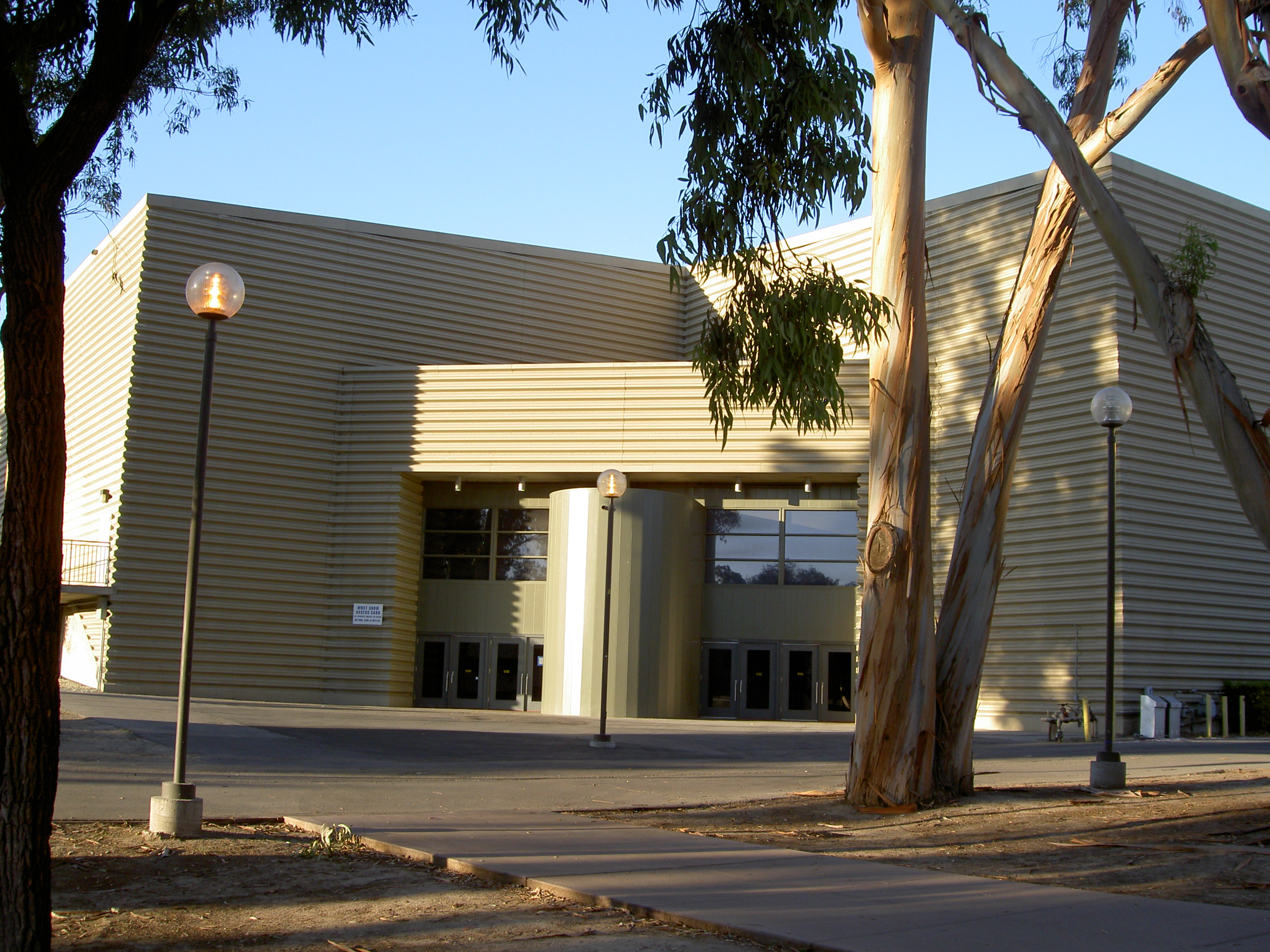
UC Santa Barbara Events Center.

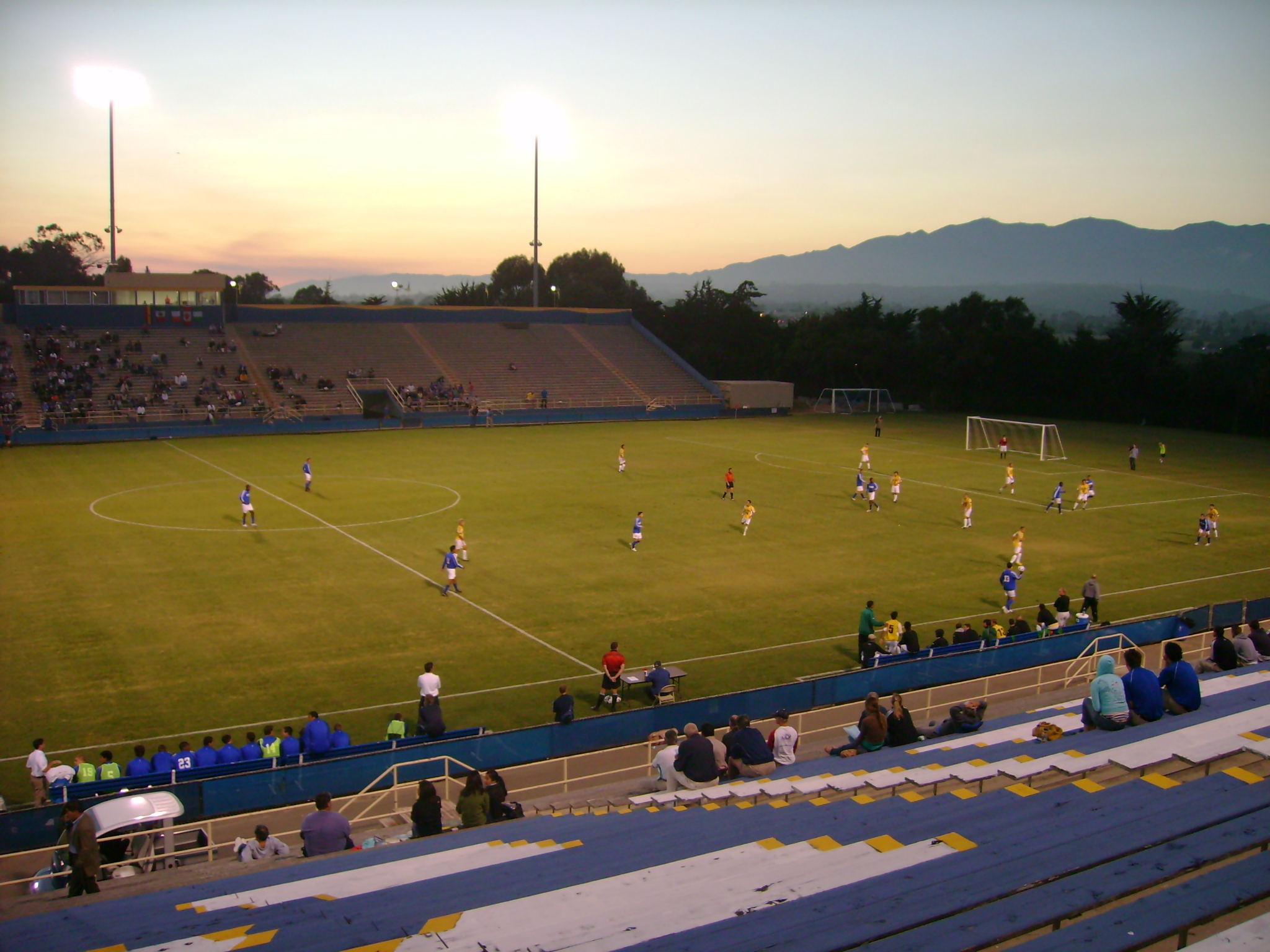
Harder Stadium.

UC Santa Barbara Gauchos (español: Gauchos de U. C. Santa Bárbara) es el equipo deportivo de la Universidad de California en Santa Bárbara, perteneciente a la Universidad de California, situado en Santa Bárbara, en el estado de California. Los equipos de los Gauchos participan en las competiciones universitarias organizadas por la NCAA, y forman parte de la Big West Conference, a excepción de los equipos de waterpolo y el equipo de voleibol masculino, que pertenecen a la Mountain Pacific Sports Federation.

## Apodo y mascota
Los equipos deportivos de Santa Bárbara reciben el sobrenombre de gauchos desde el año 1934. Con anterioridad eran conocidos como los roadrunners (correcaminos).
La mascota se llama "Fantom of the Thunderdome", el fantasma del Thunderdome, apodo por el que se conoce al pabellón de baloncesto de la universidad.

## Programa deportivo
Los Gauchos participan en las siguientes modalidades deportivas:
| - Masculino - Atletismo - Baloncesto - Béisbol - Cross - Fútbol - Golf - Natación - Tenis - Voleibol - Waterpolo | - Femenino - Atletismo - Baloncesto - Cross - Fútbol - Natación - Softball - Tenis - Voleibol - Waterpolo |

### Fútbol
El equipo más conocido de la universidad es el de fútbol masculino. Han conseguido ganar en 5 ocasiones el título de la Big West Conference, logrando en 2006 el título de Campeones de la NCAA tras ganar a UCLA en la final por 2-1, consiguiendo el primer título nacional de su historia tras el logrado en waterpolo en 1979. Previamente, en 2004 habían conseguido llegar a la College Cup (la Final Four del fútbol universitario estadounidense), donde derrotaron a la Universidad de Duke en semifinales por 5-0, pero cayeron en la final ante la Universidad de Indiana en la tanda de penaltis.
Quince jugadores salidos de los Gauchos han llegado a jugar como profesionales, destacando Joe Cannon o Dan Kennedy.

### Baloncesto
El equipo masculino de baloncesto ha conseguido llegar en tres ocasiones al Torneo de la NCAA, la última de ellas en el 2002, cuando consiguieron su único título de conferencia. Previamente, en 1990, dieron la sorpresa al derrotar a la Universidad de Nevada-Las Vegas en primera ronda, cuando estos eran los favoritos número uno del torneo.
Un total de trece jugadores de Santa Bárbara han llegado a ser elegidos en el Draft de la NBA, aunque solamente cinco de ellos llegaron a jugar en la competición profesional, destacando entre todos Brian Shaw, que jugó durante 14 temporadas en la NBA.

## Instalaciones deportivas
- UCSB Events Center, conocido popularmente como The Thunderdome, es el pabellón donde se juega a baloncesto. Fue construido en 1979, y tiene una capacidad para 6.000 espectadores.[7]
- Harder Stadium es el estadio de fútbol. Fue construido en 1966, pudiendo albergar a 17.000 espectadores.[8]